# Alliance (Ohio)
Alliance és una població dels Estats Units a l'estat d'Ohio. Segons el cens del 2000 tenia 23.253 habitants.

## Demografia
Segons el cens del 2000, Alliance tenia 23.253 habitants, 8.908 habitatges, i 5.665 famílies. La densitat de població era de 1.042,7 habitants per km².
Dels 8.908 habitatges en un 28,5% hi vivien nens de menys de 18 anys, en un 44,2% hi vivien parelles casades, en un 14,9% dones solteres, i en un 36,4% no eren unitats familiars. En el 30,8% dels habitatges hi vivien persones soles el 14,1% de les quals corresponia a persones de 65 anys o més que vivien soles. El nombre mitjà de persones vivint en cada habitatge era de 2,41 i el nombre mitjà de persones que vivien en cada família era de 2,98.
Per edats la població es repartia de la següent manera: un 23,5% tenia menys de 18 anys, un 15,5% entre 18 i 24, un 24,8% entre 25 i 44, un 20,1% de 45 a 60 i un 16,2% 65 anys o més.
L'edat mediana era de 34 anys. Per cada 100 dones de 18 o més anys hi havia 83,3 homes.
La renda mediana per habitatge era de 30.078 $ i la renda mediana per família de 37.011 $. Els homes tenien una renda mediana de 31.033 $ mentre que les dones 20.063 $. La renda per capita de la població era de 15.185 $. Aproximadament el 12,7% de les famílies i el 18% de la població estaven per davall del llindar de pobresa.

## Poblacions més properes
El següent diagrama mostra les poblacions més properes.